# (1518) Rovaniemi
(1518) Rovaniemi – planetoida z pasa głównego asteroid okrążająca Słońce w ciągu 3 lat i 118 dni w średniej odległości 2,23 au. Została odkryta 15 października 1938 roku w Obserwatorium Iso-Heikkilä w Turku przez Yrjö Väisälä. Nazwa planetoidy pochodzi od Rovaniemi, miasta w Finlandii. Przed nadaniem nazwy planetoida nosiła oznaczenie tymczasowe (1518) 1938 UA.